# 烏茲別克汗國
烏茲別克汗國，又稱阿布海兒汗國，是15世紀時昔班家族成員阿布海兒成立的汗國，由1428年生存至1471年，領土主要在現今哈薩克和西西伯利亞。

## 歷史

### 阿布海兒之前
昔班是朮赤第五兒子、拔都的兄弟，在金帳汗國成立後，拔都把烏拉爾山脈以東、錫爾河以北的土地封給他，又稱為藍帳汗國。後來金帳汗國的中央控制權在東方迅速消失，該地區出現了像諾蓋汗國和西伯利亞汗國這樣的分裂州。 

### 阿布海兒時代
阿布海兒生於1412年，在15歲成為藍帳汗國可汗，當時金帳汗國已失去對東方的控制，他的統治開始於鞏固西伯利亞汗國的首府成吉-圖拉（現代秋明州）周圍的部落。後來他廢黜了在西伯利亞落腳、同為昔班家族的大汗哈只·穆罕默德，統一了全昔班兀魯思的領土。
在1430或1431年，阿布海兒和他的軍隊南下帖木兒帝國領土，佔領花剌子模和烏爾根奇，在1430年至1446年之間，烏茲別克汗國開始入侵河中。此後的某個時候，阿布海兒侵略了金帳汗國，並在阿斯特拉罕附近擊敗了諾蓋汗國的穆斯塔法汗。烏茲別克人在這場戰役中損失了約4,500名士兵。
在帖木兒君主沙哈魯於1448年去世之前，昔格納克和圖蘭的烏茲根、蘇扎克等城市都被烏茲別克人入侵和占領。在此期間，昔格納克成為中亞的主要城市之一。
阿布海兒也多次介入帖木兒後王之間的衝突；1451年，阿布海兒與卜撒因聯手對抗他們的競爭對手阿卜杜拉·米爾扎，卜撒因在事成後向阿布海兒進貢。

### 哈薩克人起義
從1460年代開始，由於阿布海兒對朮赤系其他速檀進行整肅，白帳汗國八剌汗的兒子賈尼別克和堂侄克列帶領一些跟從他們的突厥-蒙古部落東遷至楚河流域成立哈薩克汗國。由於阿布海兒在東部邊界和衛拉特人衝突，阿布海兒處境困難，他大約逝世於1468年與哈薩克人的衝突期間。
阿布海兒死後，他的兒子謝赫海達爾統治時間很短暫，1471年其和西伯利亞汗國的伊巴克汗敵對而戰死，之後海達爾侄子昔班尼在欽察草原流竄，他的兄弟馬赫穆德蘇丹一起被阿斯特拉罕汗卡西姆一世庇護。
後來昔班尼在東察合台汗馬哈木幫助下得到突厥斯坦城，開始進入河中的撒爾塔人農業區，1500年後昔班尼正式放棄爭奪欽察草原專力征服河中，在1506年征服布哈拉，建立作為布哈拉汗国開端的昔班尼王朝。

## 相關文獻
Ahmad Hasan Dani; Vadim Mikhaĭlovich Masson; Unesco (1 January 2003). History of Civilizations of Central Asia: Development in contrast : from the sixteenth to the mid-nineteenth century. UNESCO. pp. 33–36. ISBN 978-92-3-103876-1